# Partito del Rispetto e della Libertà
TISZA - Partito del Rispetto e della Libertà (in ungherese TISZA – Tisztelet és Szabadság Párt) è un partito politico ungherese fondato nel 2020. 
Ha assunto rilevanza nazionale quando l'ex membro del partito Fidesz Peter Magyar si è unito al partito

## Ideologia e politica
Il partito è stato scelto da Magyar a causa delle somiglianze nelle opinioni riguardo a un'organizzazione di base centrista ideologicamente neutrale. Magyar ha parlato più volte della creazione di una "terza forza politica" in Ungheria per abolire la NER (Nemzeti Együttműködés Rendszere), Sistema della Cooperazione Nazionale, il patto sociale che viene utilizzato da Fidesz per mantenere il controllo sulla società. Il partito ha difeso la libertà di parola dopo che diversi membri sono stati licenziati dai loro incarichi civili in seguito alle loro apparizioni pubbliche in manifestazioni.
Magyar ha condotto numerose proteste contro lo "stato mafioso" poiché la lotta alla corruzione è una parte fondamentale della maggior parte dei partiti antigovernativi. Intende emettere un ordine patrimoniale non spiegabile alla società per azioni delle famiglie Orbán - Mészáros - Tiborcz, che "possiedono metà del paese". Il partito ha escluso la collaborazione con l'opposizione perché la ritiene essere complice del governo. Proponeva inoltre di declassificare i dossier degli agenti dell’era comunista per indagare sugli aumenti di ricchezza personale durante il rapido periodo di privatizzazioni degli anni ’90.
Il partito mira a ripristinare il corretto funzionamento dello Stato ungherese, unendosi alla Procura europea per supervisionare efficacemente l'erogazione dei finanziamenti dell'UE in Ungheria, che sono rimasti congelati a causa di violazioni dello stato di diritto. Rendendo indipendente la Procura,  si spera di recuperare i trasferimenti su larga scala di fondi fiscali e beni nazionali che sono andati a favorire conoscenti ed oligarchi. L'obiettivo è anche quello di sciogliere il ministero della "Propaganda", responsabile della disinformazione, e di sottrarre al suo controllo la televisione pubblica. Come obiettivo principale per un’economia della conoscenza “libera, vivibile ed europea”, prevede di istituire nuovi ministeri dell'Istruzione, della Sanità e dell'Ambiente come fondamenti dell'agenda politica. Promuove la competitività delle imprese locali, restituendo autorità ai governi locali e sviluppando reti di infrastrutture, vuole incoraggiare i cittadini ungheresi emigrati a tornare e ristabilirsi nella nazione.
Magyar ha dichiarato di voler limitare il mandato fino a un massimo di due mandati per evitare abusi di potere. Secondo lui, in Ungheria c’è una crisi morale, politica ed economica e i politici creano divisioni sociali per nascondere una massiccia forma di cleptocrazia. Vuole quindi unire gli ungheresi attraverso un'ampia visione. Nonostante il significativo sostegno finanziario da parte dell’UE, l’Ungheria rimane il secondo stato membro più povero. Il declino demografico è dovuto alla mancanza di un ambiente stabile e prevedibile e al pessimo stato dell’istruzione e dell’assistenza sanitaria, che richiedono riforme urgenti. Il partito sostiene la creazione di gruppi sociali vulnerabili.

## Risultati elettorali

### Elezioni europee
| Elezione | Voti      | %     | Seggi  | +/- | Legislatura |
| -------- | --------- | ----- | ------ | --- | ----------- |
| 2024     | 1 352 699 | 29,60 | 7 / 21 | -   | X           |